# Hana Elhebshi
Hana Elhebshi (árabe : هناء الحبشي;  nacida 1985) es una activista y arquitecta libia.

## Trayectoria
Elhebshi trabajó como arquitecta en Trípoli. Su padre era comandante militar y dirigía las Fuerzas Aéreas en la base de Noviaga.
Se convirtió en activista durante la revolución libia a pesar de que no había sido políticamente activa antes. Se convirtió en ciberactivista, informando sobre el asedio de Trípoli en Internet.Aconsejó los ataques de la OTAN e hizo público el número de personas asesinadas por el régimen de Muamar Gadafi durante la revolución libia. También quería hablar para contar al mundo el sufrimiento que se vivía en Libia desde hacía años. Utilizó el nombre de «Numidia» para su activismo, en referencia a su herencia bereber, con el fin de proteger su identidad. Como parte de su esfuerzo por difundir información, se puso en contacto con organizaciones de noticias como Al Jazeera. También luchó por los derechos de la mujer en Libia.

## Reconocimientos
Recibió el premio Internacional Mujeres de Coraje en 2012.
Elhebshi fue una de las diez galardonadas en 2012 en una ceremonia de entrega de premios del Departamento de Estado de Estados Unidos en Washington D. C., en la que participaron la Secretaria de Estado Hillary Clinton y la primera dama Michelle Obama. Los galardonados también emprendieron una gira de tres semanas por Estados Unidos para compartir historias sobre su activismo, que incluyó paradas en Pittsburgh (Pensilvania), Bozeman (Montana), Cincinnati (Ohio), East Lansing (Míchigan), Indianápolis (Indiana), Jackson (Wyoming), Kansas City (Misuri), Minneapolis (Minnesota), Pensacola (Florida), San Luis (Misuri), Salt Lake City (Utah) y Seattle (Washington).